# Antti Nieminen

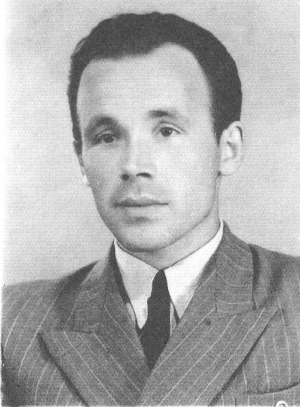
Antti Nieminen.

Antti Nieminen, född 15 september 1924 i Viborg, död 15 februari 2007 i Åbo, var en finländsk målare och grafiker. 
Nieminen studerade 1946–1949 vid Åbo konstförenings ritskola och 1951 och 1954 vid Académie de la Grande Chaumière i Paris samt ställde ut första gången 1953. Han inledde sin konstnärsbana på 1950-talet som målare, men har blivit känd främst som grafiker för sina litografier och träsnitt, inom vilka tekniker han har räknats som en av de främsta i Åbo. I mitten av 1970-talet höll han en stor måleriutställning i Åbo. Hans motiv har varit föreställande, bland annat figur-, fantasi- och naturmotiv samt stilleben. Han har tillhört Pro Arte-gruppen 1957–1960 och Arte ry. 1960–1967.

## Fotnoter
1. ↑  Bengt von Bonsdorff: Nieminen, Antti i Uppslagsverket Finland (webbupplaga, 2012). CC-BY-SA 4.0